# 光萼巧玲花
光萼巧玲花（学名：Syringa pubescens subsp. julianae）是木犀科丁香属巧玲花的亚种。分布于中国大陆的湖北等地，目前尚未由人工引种栽培。

## 别名
紫丁香（中国树木分类学）